# Songtham
Re Songtham, in lingua thai: สมเด็จพระเจ้าทรงธรรม (trascrizione RTGS: Somdet Phrachao Songtham), detto anche Intharacha II (in thai: พระอินทราชาทิ๒; RTGS: Phra Intharacha Ti Song) (Ayutthaya, 1590 – Ayutthaya, 22 dicembre 1628), è stato il ventiduesimo sovrano del Regno di Ayutthaya, fondato nel 1350 da Ramathibodi I nell'odierna Thailandia.
Secondo alcune fonti divenne re nel 1611 alla morte del predecessore, il fratellastro Si Saowaphak, secondo altre succedette al padre Ekathotsarot. Quest'ultimo era sempre stato al fianco del fratello Naresuan, sovrano ed eroe nazionale siamese, nelle guerre con cui Ayutthaya riconquistò l'indipendenza dai birmani della Dinastia di Toungoo.
Il diplomatico e storico olandese Jeremias Van Vliet, direttore nel XVII secolo dell'ufficio di Ayutthaya della Compagnia olandese delle Indie orientali, descrisse Songtham come un re generoso, pacifico, liberale, devoto agli studi e alla fede religiosa. Secondo quanto Van Vliet ha riportato nel suo libro di memorie, il sovrano era benvoluto dai sudditi e dagli stranieri, che lo ammirarono come uomo giusto. Dopo la morte di Songtham, sarebbero passati molti anni prima che in Siam tornasse un periodo di benessere simile a quello che caratterizzò il suo regno.

## Biografia

### Regno di Naresuan
Nacque come principe Intharacha ad Ayutthaya nel 1590, lo stesso anno in cui morì il nonno Maha Thammaracha, sovrano fondatore della Dinastia di Sukhothai, al quale succedette il figlio Naresuan. Quest'ultimo fu il principale artefice della conquista dell'indipendenza per il Siam, ottenuta nel 1593 dopo che nel 1564 il regno era stato assoggettato dai birmani di re Bayinnaung. Molte furono le guerre che Naresuan intraprese per l'indipendenza, per respingere i tentativi birmani di riconquista e per espandere i confini del regno. In tali conflitti fu sempre affiancato al comando dell'esercito dal fratello Ekathotsarot, padre di Songtham.
I due fratelli ricostruirono il Paese, la cui popolazione era stata decimata durante le invasioni birmane. I nuovi territori conquistati fornirono ad Ayutthaya la nuova manodopera con le deportazioni operate soprattutto in Cambogia, dove furono vendicate le incursioni dei khmer negli anni in cui Ayutthaya fu sottomessa ai birmani. Un esercito siamese mandato nella bassa Birmania nel 1594 in supporto dei mon fu respinto dalle truppe di Toungoo. Malgrado l'insuccesso, la spedizione indebolì ulteriormente il regno birmano, che si stava disgregando, e Naresuan poté dedicarsi negli anni successivi al rafforzamento del Paese. Particolare importanza ebbero in quel periodo i cordiali rapporti intrattenuti dalla corte siamese con le folte comunità portoghesi e spagnole che risiedevano ad Ayutthaya.
A tutto il 1604, il Siam aveva conquistato tutti i territori dell'odierna Birmania nella penisola malese e quelli tradizionalmente dei mon, compresa l'ex capitale Pegu. A nord erano caduti sotto la sua influenza 3 dei 19 principati degli shan, ai confini con l'Impero cinese, ed anche il Regno Lanna aveva fatto atto di sottomissione ad Ayutthaya. I birmani si erano riorganizzati ad Ava ed il nuovo re birmano Nyaungyan Min iniziò in quel periodo una serie di campagne con cui avrebbe riunificato il Paese dopo qualche anno.

### Regno di Ekathotsarot
Naresuan partì alla testa di un grosso esercito per fermare i birmani, ma quando giunse nel nord cadde malato e morì tra le braccia del fratello il 25 aprile 1605. Ekathotsarot fu subito proclamato re, ordinò il ritiro delle truppe e tornò ad Ayutthaya. I birmani riuscirono a conquistare i tre principati shan alleati ai siamesi.
Pur avendo dimostrato al fianco del fratello indiscusse doti militari, nei cinque anni di regno Ekathotsarot si astenne da qualunque conflitto e si concentrò sul riassesto delle finanze statali. Fu uno dei primi re del Siam a imporre il pagamento di tasse in denaro ai cittadini, i cui contributi in precedenza erano limitati alle corvée. Durante il suo regno giunsero in Siam le prime navi mercantili olandesi. Nel 1608, il sovrano diede il permesso alla Compagnia olandese delle Indie orientali di aprire un avamposto commerciale ad Ayutthaya. Continuarono anche gli amichevoli rapporti con i portoghesi, la cui prima missione dei gesuiti giunse in Siam nel 1606, guidata da Balthazar de Sequeira.
Importanti relazioni furono stabilite anche con il Giappone, si creò in quel periodo nella capitale una nutrita colonia di giapponesi, molti dei quali formarono una speciale unità di guardie del corpo capeggiate dall'avventuriero di Numazu Yamada Nagamasa. Cordiali rapporti si instaurarono tra la corte siamese e quella dello shōgun Tokugawa Ieyasu, il dittatore militare che dominava il Giappone. Fu in quegli anni che Ieyasu permise i traffici marittimi verso il Siam ed altri Stati dell'Estremo Oriente alle navi shuinsen.

### Ascesa al trono
Nell'ultimo periodo del suo breve regno, Ekathotsarot aveva nominato viceré ed erede al trono il figlio primogenito Suthat con il titolo di Maha Uparat. Suthat fu accusato di complottare per succedere al padre; non è chiaro se il principe si tolse la vita per essere stato scoperto o se fu fatto giustiziare da Ekathotsarot, che comunque morì dal dispiacere per la morte del figlio, verso la fine del 1610. Fonti diverse assegnano a due diversi tra i suoi figli la successione sul trono. Secondo le cronache di Ayutthaya Phongsawadan, fu nominato re Si Saowaphak, erede naturale al trono come figlio della consorte ufficiale del padre. Il nuovo sovrano sarebbe stato dopo poco tempo ucciso dal fratellastro Sri Sin, che divenne re con il nome Songtham nel 1611.
Altre cronache scritte in lingua pali, sostengono che a succedere al padre fu direttamente Songtham, il quale non era però il principe Sri Sin ma Intharacha, un altro dei figli di Ekathotsarot avuti da una consorte minore. L'eventuale regno di Si Saowaphak fu caratterizzato dall'incompetenza del sovrano, che fu ucciso come alcuni suoi predecessori al Wat Khok Phraya nei pressi della capitale.

### Apertura ai commerci con l'estero
Songtham è stato considerato il primo sovrano moderno del Siam per aver definitivamente aperto il Paese ai traffici con Portogallo, Inghilterra, Giappone e le Sette Province Unite (gli odierni Paesi Bassi). La politica di scambi commerciali con l'estero era già stata attuata in precedenza, ma fu durante il suo regno che assunse pieno sviluppo. La tradizione sarebbe stata mantenuta anche dai monarchi che gli succedettero. Con la fine delle guerre, Ayutthaya si arricchì come porto di collegamento tra Oriente e Occidente; i prodotti siamesi sul mercato erano limitati, ma la città garantiva lo scambio di merci al riparo dalle incursioni dei pirati e libero dalle influenze delle potenze europee.
La gestione e il controllo di tutto il commercio con l'estero furono demandati dal re al Phrakhlang, il Ministero del Tesoro e delle Finanze, che divenne un dicastero di eccezionale importanza, grazie al crescente volume delle entrate. I commerci con il Portogallo erano attivi da molti anni, mentre erano recenti i contatti stabiliti con giapponesi e olandesi. Una novità furono i commerci con gli inglesi. Nel 1612 giunse in Siam la prima nave britannica. Dopo aver attraccato in giugno a Pattani, in cui gli inglesi aprirono una sede, la nave Globe giunse ad Ayutthaya in agosto. In settembre, gli incaricati consegnarono una lettera di re Giacomo I d'Inghilterra a Songtham, che li accolse con riguardo. Entro fine anno, la Compagnia inglese delle Indie Orientali aprì una sede anche ad Ayutthaya.
Gli olandesi iniziarono a contendere la superiorità agli inglesi sulla regione e diedero il via a un conflitto nel 1619 impadronendosi di due navi inglesi, facendo molte vittime. La pace tornò agli inizi del 1620, ma la tensione si trascinò negli anni successivi. Le attività commerciali di olandesi e inglesi nel Siam non resero secondo le aspettative, ed il numero dei loro residenti calò molto verso la fine del regno di Songtham.
Nello stesso periodo, la crescente importanza degli olandesi a corte fece cadere in disgrazia portoghesi e spagnoli, molti dei quali finirono incarcerati dopo che navi portoghesi avevano catturato in acque siamesi un'imbarcazione olandese nel 1624 e soprattutto dopo che avevano affondato una giunca siamese nel 1628. Secondo Van Vliet, questi attacchi del 1624 e del 1628 furono compiuti da pirati spagnoli e portarono all'incarcerazione ed emarginazione di spagnoli e portoghesi, posti sullo stesso piano, ed entrambi persero la protezione del sovrano siamese.

### Giapponesi ad Ayutthaya

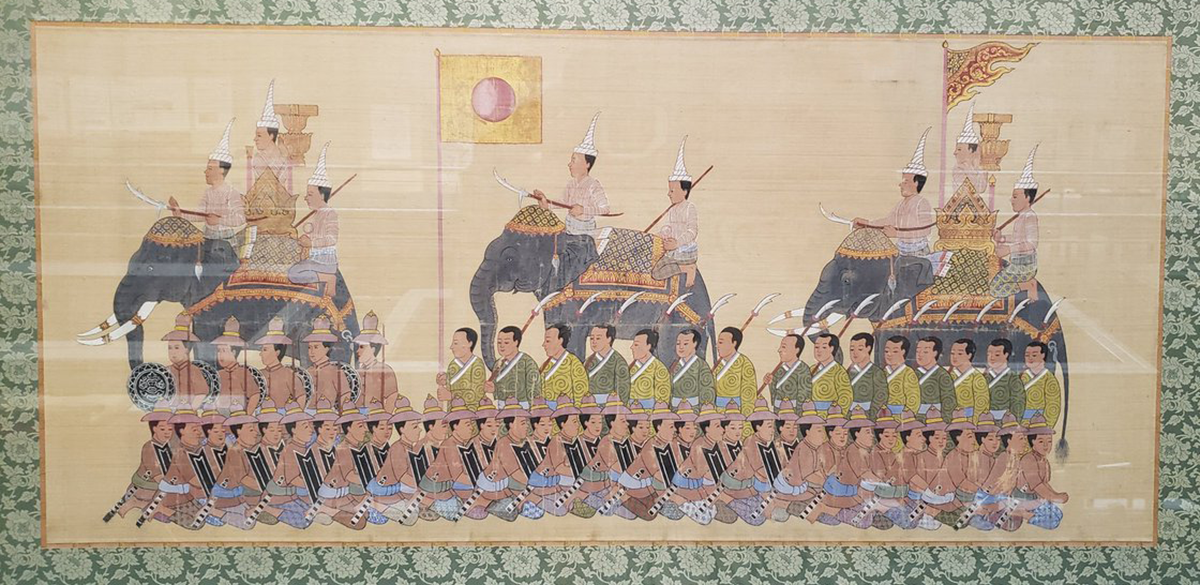
L'armata giapponese ai comandi di Yamada Nagamasa ad Ayutthaya

Uno dei primi atti di Songtham dopo l'investitura reale fu quello di giustiziare il nobile Phraya Nai Wai, che aveva accusato di tradimento il fratellastro Suthat. Nai Wai aveva al proprio servizio 280 giapponesi, i quali lo vendicarono sequestrando il re ed obbligandolo a cedere alle loro richieste. Ottennero che fossero loro consegnati quattro ufficiali rei di averli osteggiati, il re assegnò loro inoltre delle prerogative in ambito commerciale e gli diede in ostaggio alcuni sacerdoti di alto grado a garanzia di incolumità. Dopo aver massacrato i quattro ufficiali, i giapponesi saccheggiarono Ayutthaya e fuggirono col bottino a Phetchaburi, facendone la propria roccaforte.
Il re di Lan Xang Voravongse II cercò di approfittare della situazione e guidò le proprie truppe fino a Lopburi, ufficialmente per reprimere la ribellione giapponese. Songtham reagì disperdendo prima i giapponesi e poi sconfiggendo Voravongse nell'aprile del 1612. Il re di Lan Xang rischiò di essere catturato nella battaglia; disarcionato dal proprio elefante da guerra, dovette rinunciare al prezioso animale e darsi alla fuga a cavallo.
Non tutti i giapponesi furono espulsi dal Siam e uno di essi, Yamada Nagamasa, divenne guardia del corpo reale ; si era già distinto durante il regno di Ekathotsarot e fu posto a capo della folta colonia giapponese ad Ayutthaya con il titolo di Okya Senaphimuk. I giapponesi si erano guadagnati da anni la stima nel regno e si presume che i ribelli fossero di passaggio in Siam o arrivati da poco. Nei primi anni del XVII secolo si registrarono diversi episodi di pirateria messi in atto da navi giapponesi nel Sud-est asiatico.
Yamada acquisì crescente potere durante il regno di Songtham, tanto da diventare uno dei più rappresentativi politici di corte. Il suo corpo di guardia, composto esclusivamente da giapponesi, combatté con successo al fianco delle truppe siamesi. Tra i vari incarichi affidatigli, ebbe quello di organizzare le ambasciate siamesi presso la corte dello shōgun Tokugawa Ieyasu negli anni in cui i traffici commerciali tra i due Paesi si espansero. Dopo la morte di Songtham, Yamada sarebbe stato consultato per decidere il successore al trono di Ayutthaya dal ministro Okya Sri Worawong, che in realtà tramava per diventare re. Questi temeva Yamada al punto di organizzarne il trasferimento con la carica di governatore a Nakhon Si Thammarat, ai confini meridionali del regno, ritenendolo un ostacolo per le proprie segrete ambizioni. Una volta allontanati i giapponesi, Worawong avrebbe alla fine del 1629 usurpato il trono con il nome regale Prasat Thong.

### Guerre con i birmani

#### Bassa Birmania

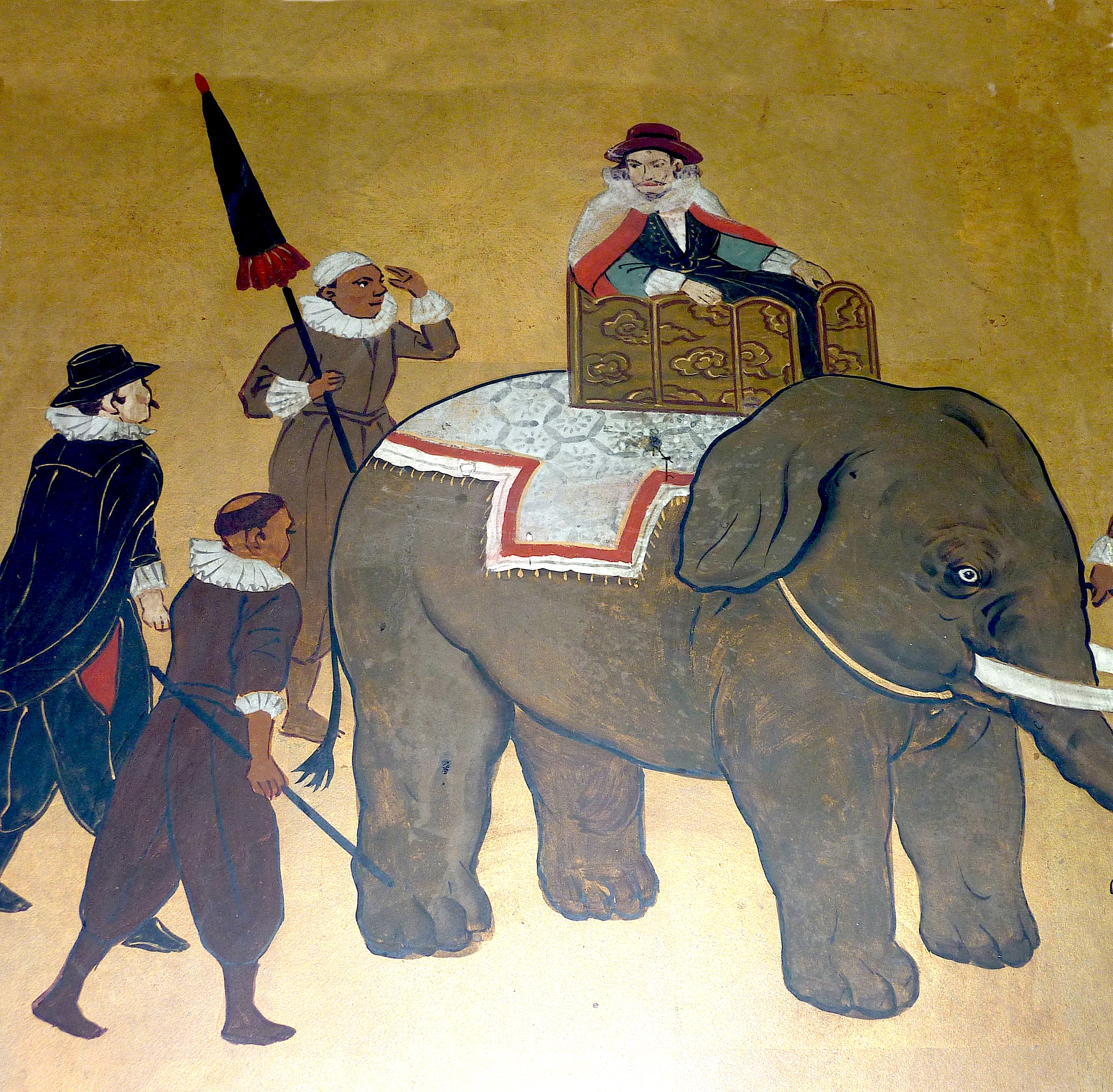
Filipe de Brito in un dipinto di inizio Novecento

Nel 1602, il re di Arakan fece occupare la città di Syriam, l'odierna Thanlyin in Bassa Birmania, dai mercenari di Filipe de Brito, un portoghese al suo servizio che ne divenne governatore. Nel 1612, de Brito si alleò con il governatore di Pegu Phraya Dala, vassallo di Ayutthaya, contro il principe di Taungoo, che aveva rinnegato l'alleanza con Ayutthaya e si era sottomesso al nuovo re birmano Anaukpetlun di Ava. Toungoo fu conquistata ma subito dopo l'esercito birmano la riprese, poi scese a Syriam e la espugnò, giustiziando de Brito. Nel timore di seguirne la sorte, Phraya Dala di Pegu fece a sua volta atto di sottomissione ad Ava. Ayutthaya perse così i possedimenti conquistati a fatica da Naresuan nella regione.
Nel 1613 il re di Ava inviò il proprio fratello per governare Ye, ai confini con i possedimenti siamesi nella penisola malese. Il governatore della vicina Tavoy occupò Ye, fece prigioniero il governatore e lo mandò ad Ayutthaya. L'esercito mandato da Anaukpetlun riprese Ye, catturò Tavoy e fu respinto nel Tenasserim dai siamesi, con l'aiuto di mercenari portoghesi. Le forze siamesi riuscirono poi a riprendere Tavoy.

#### Lanna
In quegli anni i birmani progettarono di riprendere il controllo di Chiang Mai, i cui principi di etnia birmana avevano fatto atto di sottomissione a Naresuan nel 1595. Il re di Ava installò un proprio governatore a Chiang Saen e nel 1614 sferrò l'attacco a Chiang Mai, il cui principe si asserragliò nella vicina Lampang. L'assedio fu lungo ed ebbe successo grazie agli aiuti offerti ai birmani dal re di Nan, che fu quindi nominato governatore di Chiang Mai da Anaukpetlun. Negli annali siamesi non compare alcuna notizia sull'invio di un esercito di Ayutthaya per proteggere Chiang Mai, come invece risulta in altre fonti.
Negli anni successivi i siamesi tentarono la riconquista della città, ed il conflitto azzerò i traffici commerciali nel nord. Entrambi i sovrani offrirono territori di confine agli inglesi in cambio di aiuto nella disputa, ma questi furono scettici sulle offerte e temporeggiarono. Si giunse alla tregua che i due re firmarono nel 1618, con la quale il Siam cedeva ai birmani Martaban, l'odierna Mottama, ed in cambio otteneva Chiang Mai, dove il re di Nan continuò a governare per conto di Ayutthaya. Nel 1626 i birmani avrebbero infranto gli accordi, riprendendo il controllo di Chiang Mai.

### Campagna in Cambogia
Nel 1618 morì il re di Cambogia, che era stato un fedele vassallo del Siam. Il figlio e successore Chey Chettha II stabilì la propria capitale a Oudong. Due anni dopo contrasse matrimonio con una principessa della signoria Nguyễn, che in quel periodo controllava il Vietnam centro-sud, nominalmente come vassallo della dinastia regnante Lê. In tal modo si alleò in funzione antisiamese ai vietnamiti, ai quali permise di iniziare una lenta penetrazione nel delta del Mekong che avrebbe portato l'area dove si trova l'odierna città di Ho Chi Minh sotto il controllo vietnamita nel secolo successivo.
Nel 1622, Songtham tentò di riconquistare la Cambogia e guidò una delle due armate dirette a Oudong. L'attacco fu respinto con gravi perdite da parte dei siamesi, che lasciarono ai khmer anche 250 elefanti. Negli anni successivi Songtham chiese inutilmente l'appoggio di olandesi e inglesi per una nuova invasione.

### Successione
Alla fine del 1628, Songtham si ammalò gravemente e si formarono a corte due fazioni che appoggiarono due diversi pretendenti al trono. Molti pensavano che il trono spettasse di diritto a Sri Sin, il fratello minore del re, appoggiato dal potente Phraya Kalahom, il ministro degli affari militari, mentre l'altrettanto influente Okya Sri Worawong, cugino del sovrano, spinse per la nomina del principe Chetta, il quindicenne primogenito di Songtham. A sostenere questa candidatura fu anche il giapponese Yamada. Il re, cieco per la malattia, scelse infine come erede al trono il proprio figlio, prima di morire il 22 dicembre 1628 all'età di 38 anni.
Il quindicenne figlio di Songtham salì al trono con il nome Chetthathirat e promosse alla carica di Phraya Kalahom Okya Sri Worawong, che divenne il personaggio più potente a corte. Il giovane re divenne succube del Phraya Kalahom e fu assassinato nell'agosto del 1629. Al suo posto divenne re il figlio più piccolo di Songtham con il nome Athittayawong, che a sua volta fu assassinato dopo un solo mese. Ebbe così fine la dinastia di Sukhothai e usurpò il trono il Phraya Kalahom, che da re fu conosciuto come Prasat Thong, capostipite della dinastia omonima.